# Radiação gama
| Radiação Gama (γ) |
| ----------------- |

Ilustração da emissão de raios gama a partir do núcleo atômico

Radiação gama ou raio gama (γ) é um tipo de radiação eletromagnética de alta frequência produzida geralmente por elementos radioativos, processos subatômicos como a aniquilação de um par pósitron e elétron. Este tipo de radiação muito energética também é produzido em fenômenos astrofísicos de grande violência. Possui comprimento de onda de alguns picômetros até comprimentos muito menores. Entretanto, as leis da Física deixam de funcionar em comprimentos menores que 1,6 × 10−35 m, conhecido como comprimento de Planck, e este é, teoricamente, o limite inferior para o comprimento de onda dos raios gama.
Por causa das altas energias que possuem, os raios gama constituem um tipo de radiação ionizante. Além disso, os raios gama são capazes de penetrar na matéria mais profundamente que a radiação alfa ou beta. Por estes dois motivos, a radiação gama é perigosa aos seres vivos.
Devido à sua elevada energia e alta profundidade de penetração na pele, podem causar danos no núcleo das células sadias do corpo humano.
Raios gama podem ser usados para esterilizar equipamentos médicos e alimentos.
A energia deste tipo de radiação é medida em Megaelétron-volts (MeV). Um MeV corresponde a fótons gama de comprimentos de onda inferiores a {\displaystyle 10^{-11}} metros ou frequências superiores a {\displaystyle 10^{19}} Hz.

## Produção
Os raios gama são produzidos na passagem de um núcleo atômico de um nível excitado para outro de menor energia, e na desintegração de isótopos radioativos. Estão geralmente associados com a energia nuclear e aos reatores nucleares. A radioatividade se encontra no nosso meio natural, desde os raios cósmicos que bombardeiam a Terra provenientes do Sol, das estrelas e das galáxias fora do nosso sistema solar, até alguns isótopos radioativos que fazem parte do nosso meio natural.

## História
Em 1900, o francês Paul Ulrich Villard (1860 - 1934), químico e físico, enquanto estudava as propriedades dos elementos químicos urânio e rádio no departamento de química da escola normal da rua d'Ulm, em Paris, descobre uma radiação misteriosa, que mais tarde seria conhecida como os raios gama. No estudo, notou-se que essa energia não podia ser desviada de campos elétricos e magnéticos, supondo-se então que se tratava de radiações eletromagnéticas.

## No espaço

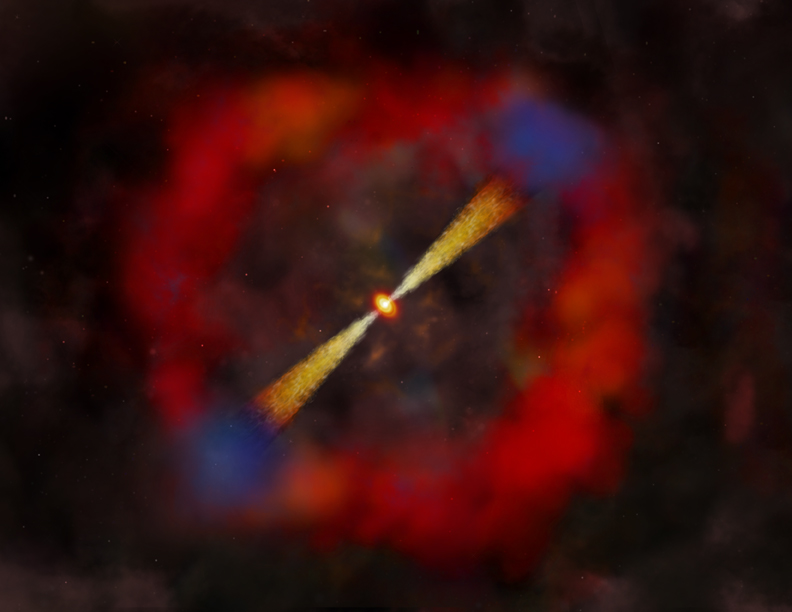
Representação artística de um modelo para as erupções de raios gama.

Os raios gama produzidos no espaço não chegam à superfície da Terra, pois são absorvidos na parte mais alta da atmosfera. Para observar o universo nestas frequências, é necessária a utilização de balões de grande altitude ou observatórios espaciais. Em ambos os casos se utiliza o efeito Compton para detectar os raios gama, que são produzidos em fenômenos astrofísicos de alta energia como em explosões de supernovas ou núcleos de galáxias ativas.

### Erupções de raios gama
Em astrofísica se denominam erupções de raios gama (Gamma Ray Bursts) as fontes de raios gama que duram alguns segundos ou algumas poucas horas, sendo sucedidas por um brilho decrescente da fonte em  raios X. Ocorrem em posições aleatórias do céu e sua origem está associada à explosão de supernovas originando buracos negros ou à colisão de duas estrelas de nêutrons. No primeiro caso, temos o que chamamos de "pulso longo". No segundo caso temos a formação de um "pulso curto" de raios gamas. Em todo caso parecem constituir os fenômenos mais energéticos do universo.

### Erupções solares
Os raios gama são também encontrados no sol, devido aos fótons de alta energia (raios gamas) gerados pela fusão nuclear são absorvidos por núcleos presentes no plasma solar e emitidos novamente em uma direção aleatória, dessa vez com uma energia um pouco menor. Depois são novamente absorvidos e o ciclo se repete. Como consequência, a radiação gerada pela fusão nuclear no núcleo solar demora muito tempo para chegar à superfície. Estimativas do tempo de viagem variam entre 10 a 170 mil anos.

## Na medicina
A radiação gama é amplamente utilizada na radioterapia no tratamento de enfermidades como o câncer em um processo denominado teleterapia, onde o paciente é exposto a uma fonte radioativa emissora gama sem que haja contato físico com a tal fonte por um tempo pré determinado. É utilizado também em cirurgias sem corte para eliminação de tumores intracranianos que é feita por um aparelho denominado Gamma Knife. Sua aplicação mais conhecida é a tomografia por emissão de pósitrons, onde a emissão gama é direcionada em vários feixes gama em direção a detectores que posteriormente remontam fatia a fatia toda a estrutura corpórea a ser analisada.